# Kozji Vrh (Čabar)
Pour les articles homonymes, voir Kozji Vrh.
Kozji Vrh est une localité de Croatie située dans la municipalité de Čabar, dans le comitat de Primorje-Gorski Kotar. En 2001, la localité comptait 76 habitants.

## Démographie
| 1948 | 1953 | 1961 | 1971 | 1981 | 1991 | 2001 |
| ---- | ---- | ---- | ---- | ---- | ---- | ---- |
| 91   | 90   | 88   | 94   | 90   | 80   | 76   |